# Казичене
Казѝчене е село в Западна България. То се намира в район Панчарево на Столична община, област София. С население от 4885 души по настоящ адрес (15 септември 2022 г.), Казичене е петото по големина село в България. 

## География
Казичене е разположено на 17 km източно от центъра на София, непосредствено до десния бряг на старото корито на река Искър, където се пресичат римският военен път Виа Диагоналис между Белград и Истанбул, наричан „Трояно“, и пътят от Самоков до Ботевградското шосе.
Землището на Казичене е част от Софийската котловина и е по-близо до северните склонове на Лозенската планина, които определят характера на повърхността му.
По данни от преброяването през 2006 г. населението на Казичене наброява близо 5000 постоянно живеещи.
След 2000 г. в околността се развива промишлена зона, където се разполага фабриката на Chipita, а по-късно и множество други, като логистичната компания Верта ООД и дистрибутора на строителни материали Техникон Груп АД. Това развитие е силно повлияно от наличието на гара и местоположението на селището до околовръстния път на София между магистралите Хемус и Тракия.
Населението на Казичене има постоянен прираст през последните години поради големия брой работни места в района и близостта на селището до столицата, което от своя страна води до повишения интерес към закупуването на терени за строителство на семейни къщи. Мнозина постоянни и сезонни мигранти от провинцията намират Казичене за по-евтина алтернатива на София.

## История
Мястото на днешното село е обитавано поне от времето на ранножелязната епоха в древна Тракия (I хил. пр.н.е.).
През 1969 година при изграждане на водопровод случайно е открит гроб без запазена надгробна могила, съдържащ керамична урна и златен съд, похлупени с меден котел. Котелът е в характерен стил от близкоизточното царство Урарту и чрез него гробът се датира към VIII-VII век пр. Хр. Златният съд с маса 1050 грама, изработен от самородно злато с чистота 23,6 карата, е сред най-представителните образци на ранното тракийско златарство. По възраст и размери той е сравним само със съдовете от Вълчитрънското съкровище, като според Александър Фол самият съд трябва да се датира към XII-XI век пр. Хр.

## Транспорт
- Жп гара Казичене
- Автобусни линии: 8, 14

Най-близката аерогара е Летище София, което се намира на 9 km от селото. Най-близките метростанции са: Метростанция „Софийска Света гора“ и Метростанция „Искърско шосе“, които са на приблизително 7 km от селото.

## Забележителности
Казичене разполага с множество минерални извори, които са с голям капацитет и в близкото минало са използвани за отопление на оранжерии. Водата от тях не представлява интерес за питейни нужди поради нейните не особено добри химически показатели.
На около 400 м западно от жп гара Казичене, непосредствено между съседни жп коловози, се намира „Царската гара“, построена от цар Фердинанд във виенски стил – мястото, от което Цар Борис III е започвал пътуванията си със собствения си локомотив, управляван от него, и откъдето Фердинанд I напуска завинаги България вечерта на 3 октомври 1918 г., деня на неговата абдикация, прекаран в усамотение в наблизо разположената резиденция „Врана“.

## Спорт и развлечения
На запад от Казичене се намира голямо езеро, където е разположен хидропаркът „Литекс“, известен с една от малкото възможности в района на София за водни спортове като уейкбординг и водни ски. Там от 2000 г. насам също се организира годишен турнир по спортен риболов.
Селището е представлявано от ФК Казичене, играещ в столичната окръжна футболна група.

## Личности
Родени в Казичене
- Никола Иванов-Казака – деец на ВМОРО, четник на Коста Христов Попето[17]
- Пламен Крумов – футболист

## Други
Залив Казичене на остров Лоу в Южните Шетландски острови, Антарктика е наименуван в чест на селото.